# Hermandad de la Oración en el Huerto (Baeza)
La Hermandad y Cofradía de la Sagrada Oración de Ntro Señor Jesucristo en el Huerto de los Olivos y Maria Santísima del Rosario en Sus Misterios Dolorosos de Baeza es una asociación pública de fieles de la Iglesia católica que se rige por los estatutos que aprobó el obispo de Jaén, Santiago García Aracil, el 29 de octubre de 1992. Rinde culto a Jesús en el misterio de la oración en el huerto de Getsemaní y a la Virgen María bajo la advocación del Rosario en sus Misterios Dolorosos; pasos ambos con los que hace procesión de penitencia el Domingo de Ramos por la noche desde su sede canónica en la parroquia de Sta María del Alcázar y S. Andrés Apóstol.

## Fundación

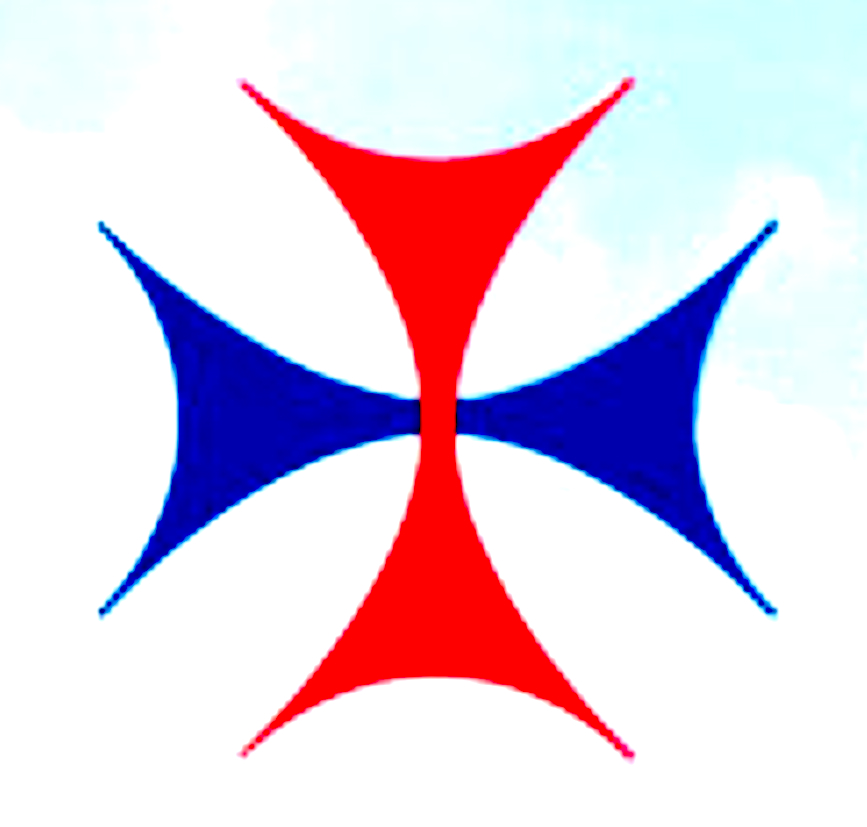
Cruz "patada" trinitaria o de la obediencia calzada.

Con mucha seguridad esta hermandad tiene su origen en el convento baezano de la Trinidad Calzada en el que su titular recibiría culto como una de las imágenes veneradas en el seno de la hermandad de La Sangre de Cristo. Así parecen indicarlo tanto la escritura notarial por la que esta hermandad contrató en 1627 la hechura de un Cristo de la Oración en el Huerto con Pedro de Zayas, como el uso de la cruz de la Trinidad Calzada como emblema tradicional de la hermandad de la Oración en el Huerto. Desaparecido el mencionado convento, la hermandad de La Sangre se trasladó a la parroquia de S. Andrés, y fue allí donde al parecer surgió La Oración en el Huerto como corporación independiente. A este respecto, el historiador de la Semana Santa baezana Rafael Rodríguez-Moñino, dice:

Según Rafael Ortega Sagrista, la cofradía de la Sagrada Oración en el Huerto de los Olivos fue fundada por don Francisco Marín en el año 1878 para dar culto a una devota y antigua imagen de Jesús orando en Getsemaní, que se veneraba en la parroquia de Santa María del Alcázar y San Andrés. No sabemos en qué fuentes se basa Ortega Sagrista para determinar y fijar este dato sobre el origen de la hermandad, que ha sido a su vez recogido en otras publicaciones sobre el tema; es muy probable que en los fondos del Archivo Histórico Diocesano de Jaén. Sin embargo, nada hemos hallado al respecto, a pesar de nuestros intentos en encontrar algún documento relativo a ello en el citado archivo.

## Imágenes titulares
- La imagen cristífera que actualmente venera la hermandad parece ser la mencionada talla contratada por la hermandad de La Sangre con el imaginero ubetense Pedro de Zayas en 1627, aunque muy transformada por restauraciones ochocentistas.[2] En el siglo XX la misma siguió recibiendo diferentes añadidos y restauraciones (la última de ellas en el taller de los Hermanos López de Torredonjimeno en 1993), a pesar de lo cual su configuración y aspecto actuales obedecen a la intervención del imaginero torrecampeño Antonio J. Parras Ruiz, que en 2015-16 no solo talló una nueva barba para el Señor, sino que substituyó su antiguo bastidor por un nuevo cuerpo de talla completa al que añadió dos juegos de manos diferentes (entrelazadas unas —como son las tradicionales de la imagen— e independientes las otras). El Cristo va acompañado sobre su paso por la escultura de un ángel confortador tallado en 2009 por el sevillano Manuel Madroñal Isorna[3] (escultura que viene a sustituir por su excesivo peso a la que procesionaba desde 1948, excelente obra de Amadeo Ruiz Olmos que combinó en su ejecución el modelado en escayola con la talla en madera).

- Mater dolorosa obra de Antonio Jesús Parras Ruiz (Torredelcampo, 2011)

## Pasos

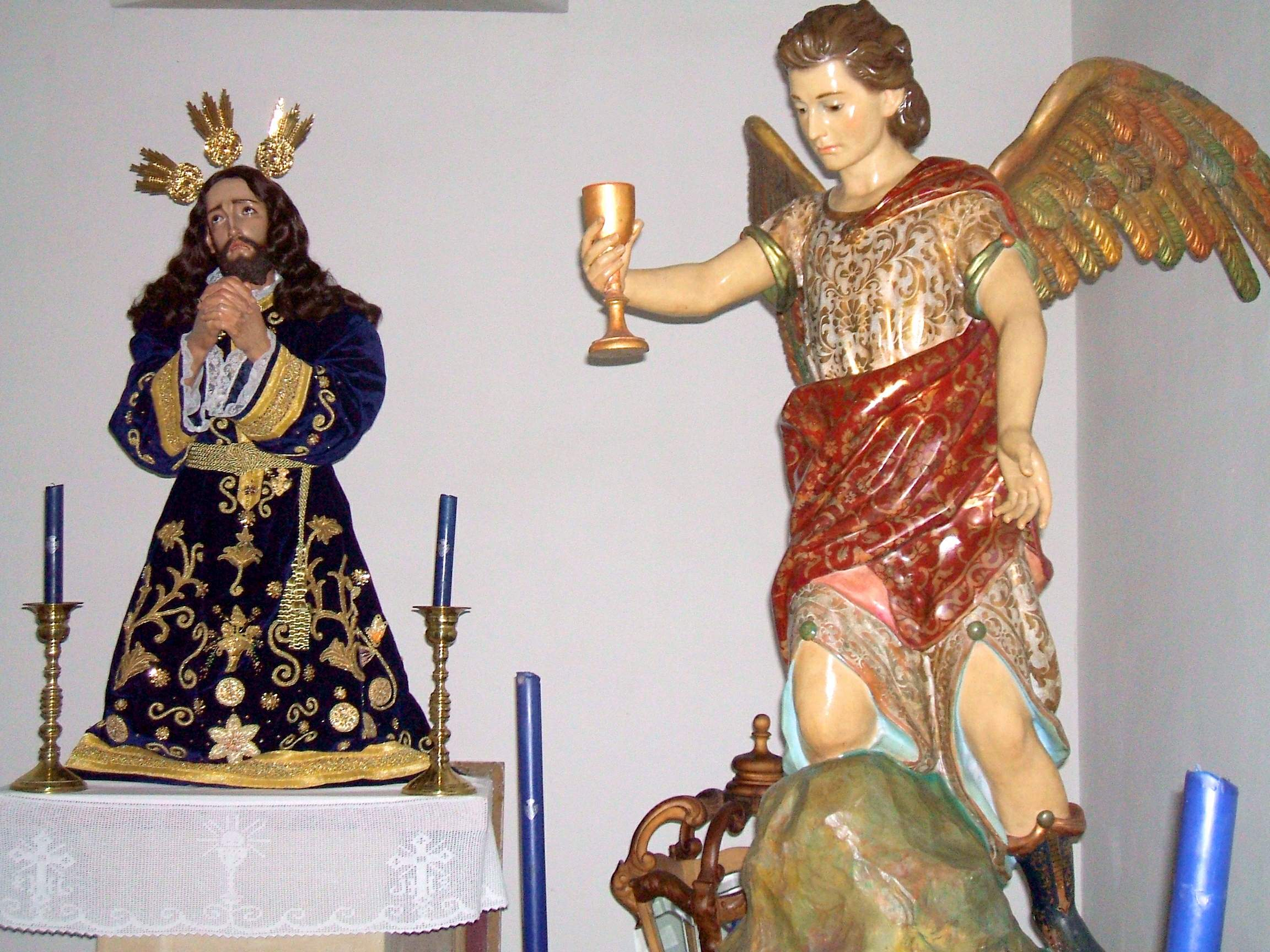
La imagen del Cristo y el ángel de A. Ruiz Olmos en la capilla de la hermandad

- El trono del Cristo procesiona a hombros de una cuadrilla de hermanos portadores; es neobarroco y está alumbrado por faroles de esquina y dos candelabros de entrecanasto (Jorge Domínguez Conde, Córdoba 2018); tiene su origen en el ejecutado en Úbeda a comienzos de los sesenta del siglo XX, del cual conserva la arquitectura, al tiempo que la decoración responde a la talla de los Hermanos López (Torredonjimeno, 1991-1997): guirnaldas de rosas, acolchados y decoración de lacería en el respiradero, contrastan con acantos y cartelas heráldicas en el canasto —cruz de la Trinidad Calzada en el frontal, heráldica corporativa en los costeros y heráldica municipal en la trasera. El acabado en barniz oscuro fue realizado por Andrés Murillo (Baeza, 2007), mientras el dorado y la policromía de la decoración heráldica son obra del escultor y pintor Julián César Sánchez Ruiz (Baeza, 2014). El llamador ha sido realizado en 2018 por Paula Orfebres (Lucena).[4]
- El paso de palio, que desde 2015 acompaña al Cristo en la procesión penitencial, es portado por una cuadrilla de hermanos costaleros (2018); la orfebrería es obra de Paula Orfebres (Lucena) que han realizado los violeteros (2015), las ánforas (2016) y los varales (2018), mientras la confección del palio responde a la labor de los bordadores jiennenses Javier García y Martín Suárez.[5]

## Hábito y bandera corporativos
Desde la Semana Santa de 2012 el hábito está compuesto de túnica azul oscuro ceñida por cíngulo de seda blanca, con sendas borlas en sus extremos, y capirote igualmente azul con cruz de la Trinidad Calzada al pecho. Los nazarenos portan cirios de cera azul.
La bandera corporativa —de azul semejante al hábito— aparece plegada sobre su asta mostrando la composición heráldica que representa a la corporación. Fue realizada en Pilas en 2008, siendo la confección de Bordados Rodríguez y el asta de Orfebrería Méndez.

## Patrimonio musical
- Marcha para banda de música con cornetas y tambores La oración del huerto de Martín Morales Lozano (1990)

## La Hermandad más allá de Baeza
La Hermandad es fundadora de la Confraternidad Nacional de Hermandades y Cofradías de la Oración en el Huerto, Getsemaní, y así desde 1991 ha venido asitiendo a los congresos organizados por la Confraternidad, siendo en 2003 la organizadora del VII Congreso.
Ha tenido, además, representantes en el I Congreso Internacional de Religiosidad Popular celebrado en la ciudad de Sevilla en octubre de 1999.
Participó en la Coronación Canónica de Santa María de la Estrella (Hermandad de La Estrella) el 31 de octubre de 1999 en la S.I.M.P. Catedral de Sevilla.
Ha asistido corporativamente al Congreso Internacional del Rosario celebrado del 28 al 30 de octubre de 2004 en Sevilla.
Participó en la Coronación Canónica de Nuestra Señora del Rosario en sus Misterios Dolorosos (Hermandad de Monte-Sion) el 31 de octubre de 2004 en la S.I.M.P. Catedral de Sevilla.
Entre los días 6 y 13 de julio de 2010, y junto a otras corporaciones de la Confraternidad Nacional Getsemaní, tomó parte en la I Peregrinación a Tierra Santa de las HH de El Huerto.

## Paso por Carrera Oficial
| Predecesor: La Sta. Cena | Orden de entrada en Carrera Oficial (Domingo de Ramos) Tercer Lugar | Sucesor: La Misericordia (Lunes Santo) |